# Gryphus vitreus
Gryphus vitreus é uma espécie de braquiópode pertencente à família Terebratulidae.
A autoridade científica da espécie é Born, tendo sido descrita no ano de 1778.
Trata-se de uma espécie presente no território português, incluindo a sua zona económica exclusiva.